# Command
Command (⌘, dawniej klawisz Apple lub klawisz meta) – klawisz występujący na klawiaturach Apple. Jest on modyfikatorem stosowanym obok innych modyfikatorów Control i ⌥ Option w systemie Mac OS. Najpopularniejsza wersja klawiatury Apple, tzw. rozszerzona posiada ten klawisz po obu stronach spacji, niektóre mają tylko jeden po lewej stronie.

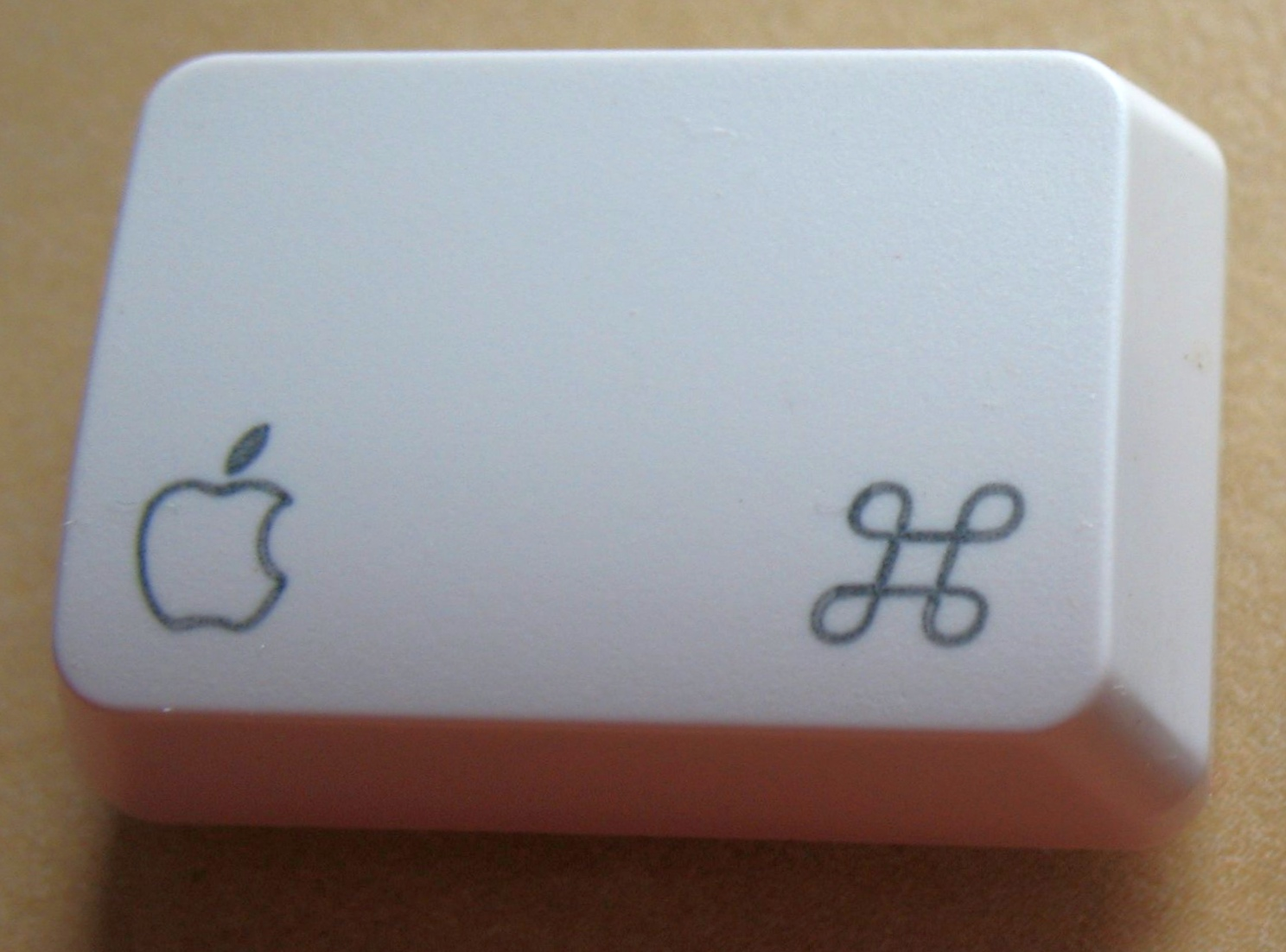
Przykładowy klawisz

Jako symbol tego klawisza został wykorzystany tzw. węzeł Bowena.
Wystąpienia tego klawisza wraz z innymi np. X zapisujemy jako „⌘X”.